# Marcel Hirscher
Marcel Hirscher, né le 2 mars 1989 à Annaberg-Lungötz, est un skieur alpin autrichien et néerlandais, spécialiste des épreuves de slalom et de slalom géant, double champion olympique, septuple champion du monde et détenteur du record de victoires au classement général de Coupe du monde de ski alpin qu'il est le seul à avoir remporté à huit reprises, qui plus est consécutivement. Il totalise 67 victoires, ce qui le voit figurer chez les hommes à la deuxième place derrière Ingemar Stenmark (86 succès). Il s'affirme au cours des années 2010 comme le meilleur skieur de son époque et un des plus grands champions de tous les temps dans son sport. 
La carrière sportive de Marcel Hirscher débute en 2004. Vite considéré comme un grand espoir du ski alpin autrichien, il remporte trois titres à l'occasion des championnats du monde junior (deux en slalom géant et un en slalom). Marcel Hirscher fait ses débuts en Coupe du monde lors de la saison 2007 et remporte sa première épreuve en décembre 2009. Il marque les années 2010 par ses brillants résultats dans ses deux disciplines, le slalom et le géant où il compte plus de 30 victoires . Dans les championnats du monde, il totalise sept médailles d'or, remportées en individuel (slalom en 2013 à Schladming , combiné en 2015 à Beaver Creek, doublé en slalom géant et slalom en 2017 à Saint-Moritz, slalom en 2019 à Åre) et par équipes (en 2013 et en 2015), et quatre médailles d'argent. En coupe du monde, il emporte huit fois consécutivement le classement général de la Coupe du monde, entre 2012 et 2019. Il est le seul skieur de l'histoire à avoir réussi pareille performance hommes et femmes confondus.
Blessé à l'entraînement au mois d'août 2017 avec une fracture de la cheville, il reprend la compétition en novembre et réalise la meilleure saison de sa carrière, en égalant le record de victoires sur un hiver en Coupe du monde (treize), pour s'adjuger son septième gros globe de cristal et devenir avec cinquante-huit succès le deuxième skieur alpin le plus victorieux de tous les temps derrière Ingemar Stenmark (86 victoires). Lors de sa troisième participation aux Jeux olympiques, il décroche deux médailles d'or, en combiné alpin et en slalom géant aux Jeux de PyeongChang 2018 qui s'ajoutent à sa médaille d'argent en slalom obtenue à Sotchi en 2014. Marcel Hirscher dépasse les soixante victoires en Coupe du monde dès le début de la saison 2018-2019, où il bat de nouveaux records, comme quinze succès dans une année civile (2018) ou côté hommes, neuf victoires sur la même piste, en l'occurrence la Chuenisbärgli d'Adelboden.
Aux championnats du monde 2019 à Åre, il obtient pour commencer une médaille d'argent en slalom géant, puis gagne son troisième titre en slalom le dernier jour, pour devenir l'égal d'Ingemar Stenmark, le seul autre skieur trois fois titré dans la discipline, et au nombre de titres, de Toni Sailer avec sept médailles d'or, au sommet du palmarès, sachant toutefois que son devancier autrichien les a tous gagnés dans des épreuves individuelles. Il remporte la même année en Coupe du monde ses 6e petits globes du slalom et du géant puis son huitième gros globe consécutif, ce qui lui permet d'en totaliser vingt en tout, comme Lindsey Vonn, mais plus que tout autre skieur dans l'histoire. Au terme de la saison à Soldeu, ses trois globes de cristal supplémentaires en mains, il laisse planer le doute quant à la poursuite de sa carrière ou sa retraite sportive. Le 4 septembre 2019, en direct à la télévision autrichienne, il annonce mettre un terme à sa carrière de skieur.
Cinq ans plus tard, le 24 avril 2024, Marcel Hirscher annonce qu'il a décidé d'effectuer son retour à la compétition à 35 ans, sous les couleurs des Pays-Bas, le pays de sa mère, mais après quelques courses, il se blesse à l'entraînement en décembre, et son retour sur le circuit reste hypothétique. 

## Parcours sportif

### Des années junior à la Coupe du monde (2004-2011)
Né d'une mère néerlandaise et d'un père autrichien prénommé Ferdinand (directeur d'une école de ski), Marcel Hirscher aurait pu courir sous les couleurs des Pays-Bas s'il n'était parvenu à intégrer l'équipe d'Autriche. Il monte sur ses premiers skis à l'âge de deux ans et effectue son apprentissage en formation sport-études au lycée hôtelier de Bad Hofgastein, avant d'être repéré par la fédération autrichienne.
Marcel Hirscher fait ses grands débuts à l'occasion d'une course nationale junior à Sulden lors d'un slalom le 5 décembre 2004 duquel il termine à la 26e place. L'année suivante, ses divers résultats en courses FIS lui permettent de s'aligner pour la première fois en Coupe d'Europe (une des antichambres de la Coupe du monde) le 16 février 2006 à Saalbach, lors d'une descente qu'il termine à la 58e place. Lors de la saison 2007, il participe à toutes les disciplines en courses FIS avant de privilégier les disciplines techniques en abandonnant notamment la descente. Il participe cette année-là à ses premiers Championnats du monde juniors qui se déroulent entre Altenmarkt et Flachau. Il termine 11e du super G avant de remporter l'épreuve du slalom géant devant le Finlandais Marcus Sandell et le Suédois Matts Olsson, puis le lendemain prend la médaille d'argent du slalom derrière le Slovène Matic Skube et devant le Suisse Beat Feuz. Il participe à la suite de ces mondiaux à sa première épreuve de Coupe du monde à l'occasion du slalom géant de Lenzerheide et y prend la 24e place à seulement 18 ans.

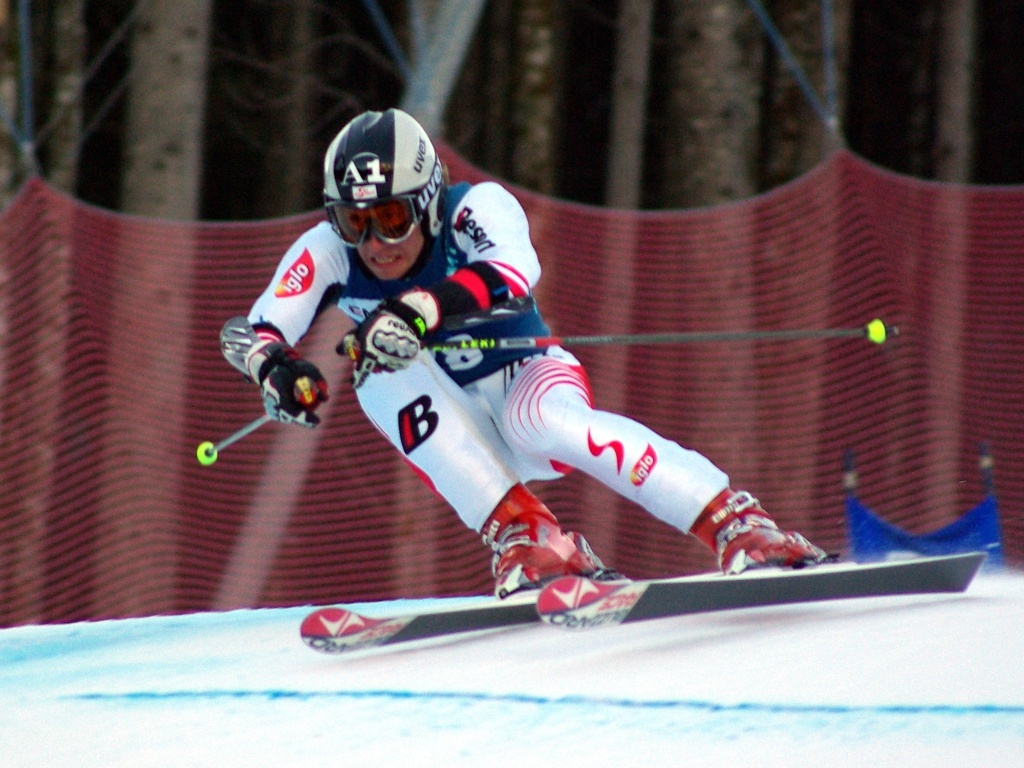
Marcel Hirscher en janvier 2008 à Hinterstoder.

Pour la saison 2008, il s'aligne en début de saison en Coupe d'Europe avant de disputer sa seconde épreuve de Coupe du monde à Bad Kleinkirchheim, avec une nouvelle 24e place puis entre dans son premier top 10 au slalom d'Adelboden (9e). En février 2008, il prend part aux Championnats du monde juniors 2008 qui se déroulent à Formigal. Il y conquiert deux titres, avec le slalom (devant l'Italien Jacopo di Ronco) et le slalom géant (devant Markus Nilsen). Il enchaîne ces deux titres avec son premier podium en Coupe du monde lors du slalom de Kranjska Gora. Parti avec le dossard 31 derrière Manfred Moelgg et Ivica Kostelić, il réalise le septième temps de la première manche puis le troisième temps de la seconde manche, ce qui lui permet de doubler Reinfried Herbst, Jean-Baptiste Grange, Jens Byggmark et Cristian Deville. Il récidive à l'occasion du slalom lors des finales de Bormio terminant derrière Reinfried Herbst et Daniel Albrecht. Il termine la saison au 15e rang du classement du slalom.
Lors de la saison 2009, il monte sur le podium du super combiné de Val d'Isère où se dérouleront les Championnats du monde 2009 le 12 décembre 2008 avec une troisième place derrière Benjamin Raich et Jean-Baptiste Grange. En slalom, il fait quatre top 10 successifs avec une septième place à Alta Badia, une sixième place à Adelboden, et deux quatrièmes places à Wengen et Kitzbühel, se présentant comme l'un des favoris de cette discipline pour les mondiaux.
Lors de la saison 2010, il fait une percée lors de l'étape de Val d'Isère en terminant deuxième du super-combiné puis en remportant sa première victoire en coupe du monde lors du slalom géant. Il obtient d'autres bons résultats ensuite, avec une autre victoire à Kranjska Gora, pour un total de six podiums sur l'hiver. Sa saison 2011 est du même niveau, avec une victoire pour quatre podiums.

### Montée en puissance, premiers gros globes de cristal, Champion du monde 2013

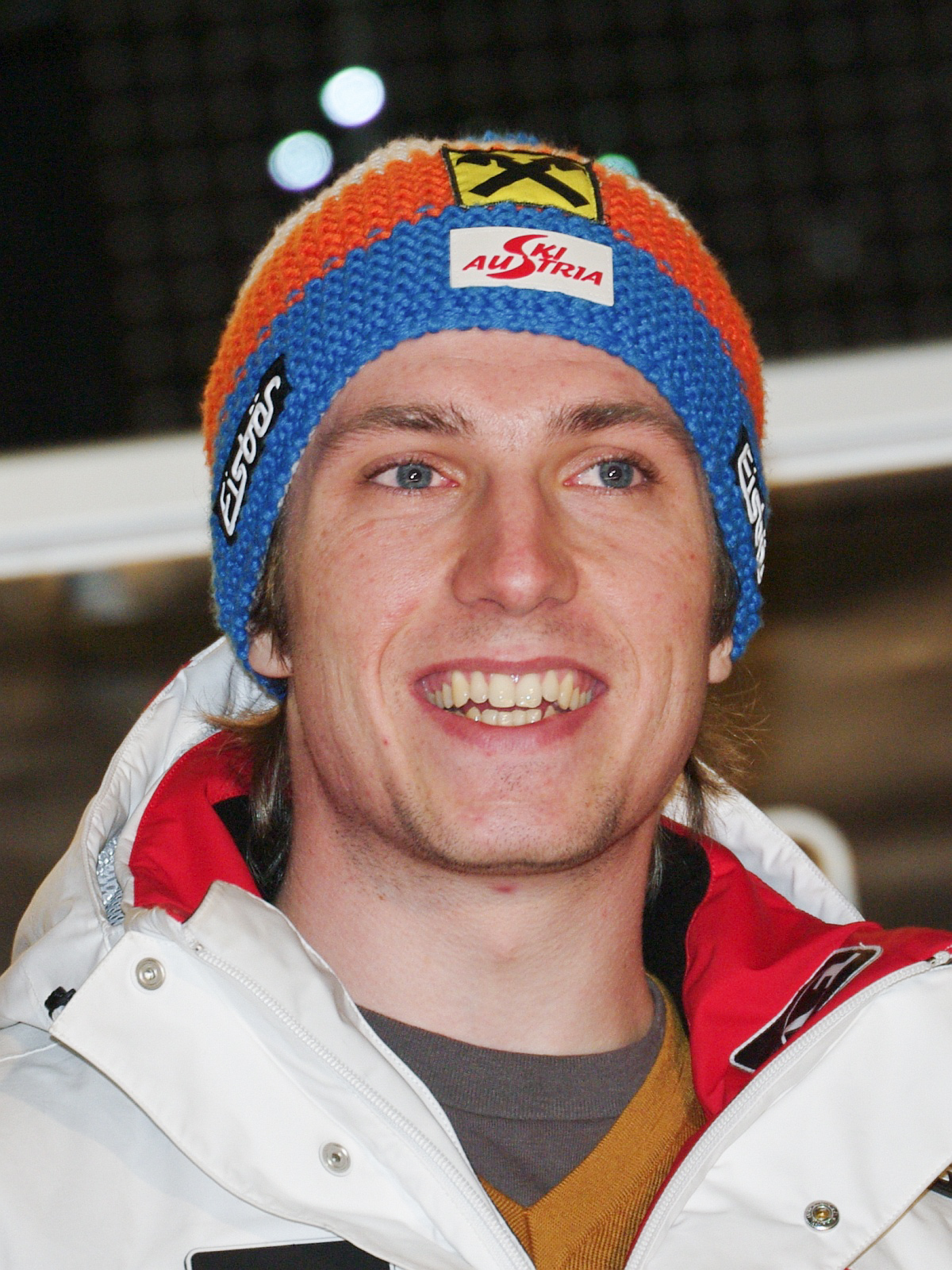
Marcel Hirscher à Hinterstoder en 2011.

C'est lors de la saison 2011-2012 que sa carrière connaît un grand essor. Il remporte cinq victoires en slalom et quatre en géant, dont le dernier de la saison lors des finales disputées à Schladming. Il termine premier du classement général du slalom géant et remporte aussi le classement général devant Beat Feuz, devenant le plus jeune vainqueur du globe de cristal.
Lors de la saison 2012-2013, c'est dans le slalom qu'il se démarque principalement avec 4 victoires et 3 podiums en autant de courses. Il remporte son premier city event à Moscou. Ajoutées à cela des performances dans les autres disciplines, notamment une victoire au géant de Val d'Isère, Marcel Hirscher parvient à accrocher la première place de la coupe du monde avant l'ouverture des Championnats du monde de ski alpin 2013 à Schladming. Il y décroche la médaille d'argent de géant derrière Ted Ligety puis s'impose en slalom le dernier jour devant 40 000 spectateurs entièrement acquis à sa cause.
Sa régularité tout au long de la saison de 2012-2013 et le fait que les deux épreuves de vitesse soient annulées lors des finales de Lenzerheide (Suisse) en mars, privant de points son dernier rival au classement général, le Norvégien Aksel Lund Svindal, lui permettent de conserver son gros globe de cristal, auquel il ajoute le petit globe du slalom.
En 2013-2014, Hirscher est quatrième du slalom géant et deuxième du slalom derrière son compatriote Mario Matt aux Jeux olympiques de Sotchi : 9e de la première manche, il remonte en signant le meilleur temps sur le deuxième tracé, finissant seulement à 28/100] de seconde de son compatriote. En Coupe du monde, il remporte le classement général pour la troisième année consécutive à une épreuve du terme de cette édition. À égalité de points avec Ted Ligety sur le slalom géant, l'Américain le précède au nombre de victoires de courses. En slalom, Hirscher s'impose pour la deuxième année consécutive avec 15 points d'avance sur l'Allemand Felix Neureuther.

### Vers le record de victoires au classement général
Candidat à sa propre succession pour le course au gros globe de cristal, Marcel Hirscher débute de la meilleure des façons la saison 2014-2015 avec une victoire à Sölden lors de la première épreuve. En slalom géant, il devance Fritz Dopfer et Alexis Pinturault, tout en profitant d'une faute en bas du mur de Ted Ligety (tenant du globe du géant). Il remporte cinq slaloms et trois géants, huit victoires dans l'hiver qui lui permettent d'être le premier skieur à remporter quatre fois consécutivement le classement général de la Coupe du monde. Il est également le skieur le plus médaillé des Mondiaux de Vail/Beaver Creek 2015 avec deux médailles d'or, dans la compétition par équipes avec l'Autriche, et dans le super-combiné, ainsi que l'argent derrière Ted Ligety en slalom géant. En slalom, il sort du tracé en bout de deuxième manche, laissant la victoire à Jean-Baptiste Grange.
Lors de la saison 2015-2016, Marcel Hirscher remporte sa première victoire (et sa seule à ce jour) en Super-G, s'imposant dans cette discipline le 5 décembre 2015 à Beaver Creek. Avec de nouveau huit victoires (quatre en slalom, deux en géant, premier du City Event de Stockholm), il égale en fin de saison le record de Marc Girardelli en décrochant son cinquième gros globe de cristal, étant toutefois le premier skieur alpin à le faire de façon consécutive. Il s'adjuge également son troisième petit globe de slalom géant, mais est devancé au classement du slalom par Henrik Kristoffersen.

### Sixième gros globe consécutif, doublé aux Mondiaux de Saint-Moritz, au-delà des 50 victoires

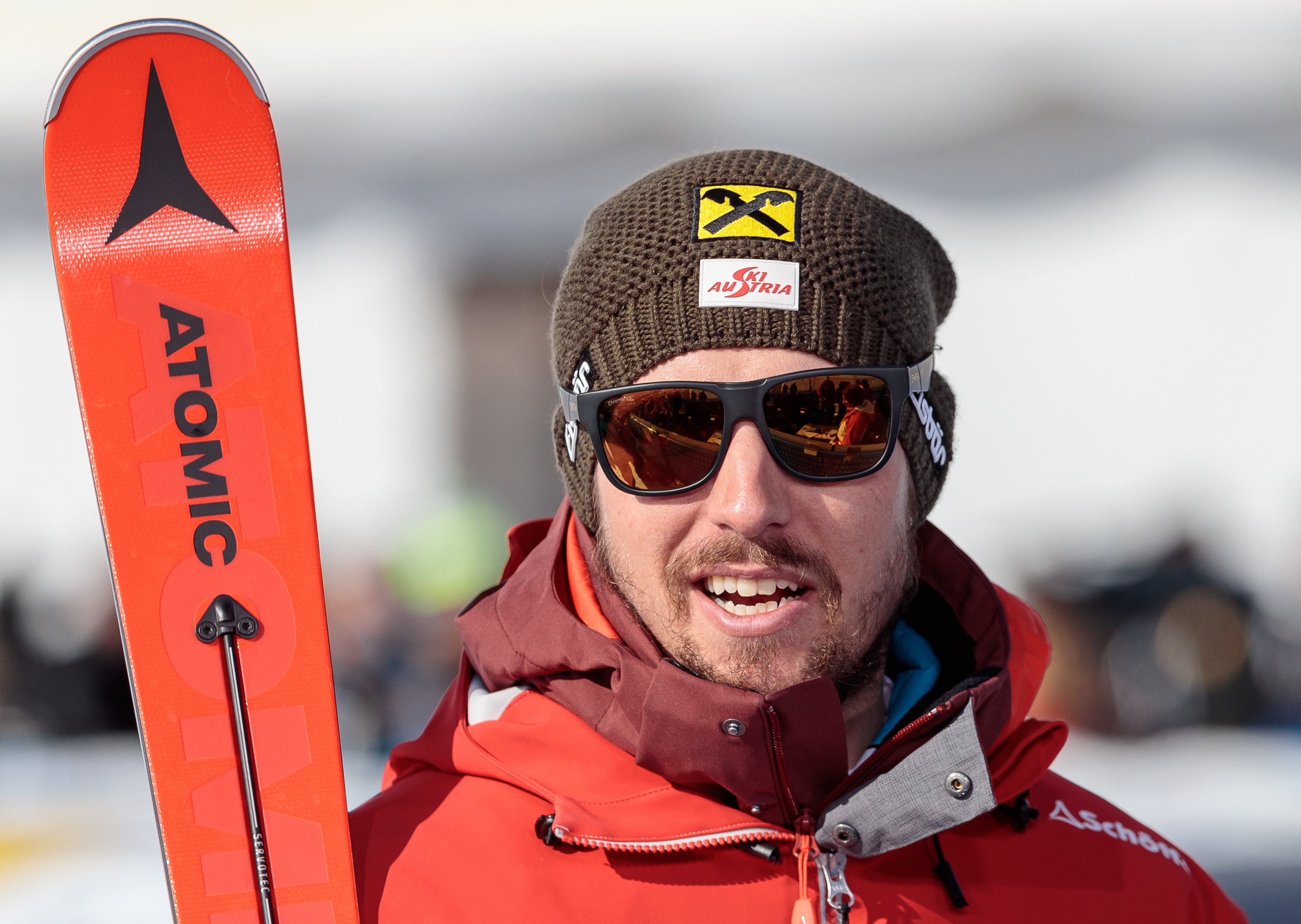
Marcel Hirscher lors des Championnats du monde 2017 à Saint-Moritz

L'hiver 2016-2017 est celui de sa sixième victoire consécutive au classement général de la Coupe du monde, scellée à Kranjska Gora à cinq courses de la fin de la saison, le 4 mars 2017 en remportant le slalom géant, la 44e victoire de sa carrière. Il dépasse Marc Giradelli et égale le record tous sexes confondus d'Annemarie Moser-Pröll, dont les six gros globes n'avaient toutefois pas été obtenus à la suite. Il gagne également ses quatrièmes petits globes de cristal du slalom et du géant, soit désormais huit petits globes en plus des six gros.
Ce même hiver, il réalise le doublé slalom/géant aux Championnats du monde de Saint-Moritz, un exploit qu'il est le premier à réaliser depuis Alberto Tomba à Sierra Nevada en 1996, totalisant désormais six médailles d'or aux Mondiaux de la FIS.
Dans sa préparation à la saison 2017-2018, Marcel Hirscher se blesse gravement pour la première fois (fracture de la malléole latérale de la jambe gauche) à l'entraînement au mois d'août. Mais après un retour où il paye son manque de préparation (17e du slalom de Levi le 12 novembre), le skieur autrichien de 28 ans prend son envol, et avant les Jeux olympiques de PyeongChang, bat son record de victoires sur une saison : quatre slaloms géants et six slaloms remportés de décembre à fin janvier, soit 10 succès qui lui permettent d'être largement en tête du classement général, et des classements du slalom et du géant. Un hiver où il commence par égaler Alberto Tomba (50 victoires), puis Hermann Maier (54 victoires), avant de signer le cinquante-cinquième de sa carrière dans le géant de Garmisch-Partenkirchen le 28 janvier 2018 pour devenir le deuxième skieur alpin masculin le plus victorieux de tous les temps derrière les 86 succès d'Ingemar Stenmark.

### Deux médailles d'or aux Jeux olympiques de Pyeongchang
Favori du slalom et du géant aux Jeux de Pyeongchang 2018, il remporte finalement son premier titre olympique le 13 février à Jeongseon dès sa première course. Douzième après la manche de descente, il signe le meilleur temps de la manche de slalom et remporte le combiné alpin avec 23/100 d'avance sur Alexis Pinturault et 1 s 02 sur Victor Muffat Jeandet. Marcel Hirscher gagne sa deuxième médaille d'or le 18 février en s'imposant dans le slalom géant avec des écarts importants (1 s 27 s sur Henrik Kristoffersen et 1 s 31 s sur Alexis Pinturault au total des deux manches). Enfin, alors qu'il vise un exploit rare, gagner trois médailles d'or en ski alpin dans les mêmes Jeux, s'élançant en favori du slalom le 22 février, il sort du tracé dès la première manche de la course finalement gagnée par Andre Myhrer.

### Septième gros globe de cristal
Le 3 mars 2018 à Kranjska Gora, Marcel Hirscher améliore son record personnel de victoires sur une saison : il signe son onzième succès de l'hiver et le cinquante-sixième de sa carrière dans le slalom géant disputé sur la piste Podkoren en écrasant littéralement la concurrence. Vainqueur des deux manches, il termine avec 1 s 66 d'avance sur Henrik Kristoffersen et 2 s 51 sur Alexis Pinturault qui prend la troisième place pour un podium identique à celui des Jeux de PyeongChang. Sa cinquième victoire de la saison dans la discipline lui assure définitivement le petit globe de cristal, son neuvième globe de spécialité, alors qu'il compte désormais 1394 points au classement général, soit 269 points d'avance sur Henrik Kristoffersen, et se rapproche d'un inédit septième gros globe.
Le lendemain, Marcel Hirscher remporte sur la même piste slovène son septième slalom de l'hiver, sa douzième victoire dans la saison, la cinquante-septième de sa carrière, en creusant les mêmes écarts que la veille en géant : Henrik Kristoffersen à nouveau deuxième, cette fois à 1 s 22 et Ramon Zenhäusern troisième à 1 s 61. Il gagne ainsi son cinquième petit globe du slalom (totalisant désormais dix petits globes de spécialités), et se retrouve tout proche d'une septième victoire au classement général. Seul Henrik Kristoffersen, rejeté à 289 points, alors qu'il ne reste qu'un slalom et un géant au programme (soit un maximum de 200 points à prendre) peut encore mathématiquement le dépasser s'il dispute les épreuves de vitesse (descente et Super-G) restantes à Kvitfjell ou lors des finales de Coupe du monde à Åre et qu'il y prenne au moins 90 points... Mais Henrik Kristoffersen n'a jamais encore pris part à une seule course dans une de ces deux disciplines en Coupe du monde,. Il ne les dispute pas, et Marcel Hirscher s'adjuge son septième gros globe de cristal, remportant par ailleurs le dernier géant de la saision à Åre le 17 mars (58e succès en carrière) pour parvenir à un record partagé de treize victoires dans la saison, comme Ingemar Stenmark en 1978-1979 et Hermann Maier en 2000-2001.

### Saison 2018-2019: encore un peu plus dans l'histoire de son sport
Marcel Hirscher commence cette nouvelle saison sur le même rythme : victoire dans le premier slalom de l'hiver à Levi le 18 novembre, devant Henrik Kristoffersen et Andre Myhrer, puis après avoir été battu par Stefan Luitz dans le géant de Beaver Creek (Stefan Luitz a été initialement disqualifié 10 janvier 2019 par la FIS pour utilisation d'un masque à oxygène entre les deux manches mais cette sanction a été annulée le 15 mars 2019 par le TAS), il signe deux victoires écrasantes sur deux des pentes de slalom géant les plus difficiles : à Val d'Isère pour une cinquième victoire sur la Face de Bellevarde et le 16 décembre pour un sixième succès sur la Gran Risa d'Alta Badia avec deux secondes et 53 centièmes d'avance sur son plus proche rival, Thomas Fanara. Au lendemain de ce succès, il remporte sa quatrième course de l'hiver en battant Thibaut Favrot en finale du géant parallèle organisé sur le bas de la Gran Risa. Son total monte à 62 victoires. Le double champion olympique autrichien connait un « jour sans » lors du géant disputé à Saalbach le 19 décembre. Cinquième de la première manche il ne redresse bas la barre sur le 2e tracé et finit sixième de la course gagnée par Zan Kranjec. Il faut remonter plus de deux ans en arrière, en mars 2016 à Saint-Moritz pour retrouver un géant où Marcel Hirscher n'est pas monté sur le podium. Le lendemain dans la même station, il remporte le slalom et sa cinquième victoire de l'hiver. En tête après la première manche, il s'élance le dernier sur le 2e tracé avec une avance de 2.13 sur Loïc Meillard, remonté du 12e rang, et sur un terrain particulièrement dégradé, parvient à conserver 38/100 de marge sur le skieur suisse à l'arrivée. Statistiquement, il devient le premier skieur de l'histoire à gagner quatorze courses sur une année civile (en l’occurrence : en 2018 à cheval sur deux saisons) devant Ingemar Stenmark, 13 victoires en 1977 et en 1979. Un record que dépasse Mikaela Shiffrin le 29 décembre avec son quinzième succès de l'année dans le slalom de Semmering.
Après avoir démarré l'année 2019 par une élimination précoce dans le City Event d'Oslo remporté en finale le 1er janvier par son compatriote Marco Schwarz, il est six jours plus tard en deuxième position, à 37/100 de ce dernier à l'issue de la première manche du slalom de Zagreb. Mais il signe le meilleur temps sur le 2e tracé alors que Schwarz sort, et s'impose pour la 5e fois depuis 2012 sur la piste de slalom croate devant Alexis Pinturault à 60/100 et Manuel Feller à 62/100. Le 12 janvier, il remporte sa 31e victoire en slalom géant à Adelboden, réalisant le meilleur temps de la 2e manche pour devancer Henrik Kristoffersen de 71/100 et Thomas Fanara de 1 s 04, son 4e succès en géant sur la redoutable Chuenisbärgli. Le lendemain, 3e temps de la première manche du slalom sur le bas de la même piste suisse, il réalise à nouveau le meilleur temps sur le second tracé pour remporter sa 31e victoire dans la discipline, la 66e de sa carrière et la 8e de la saison en cours. Clément Noël à 50/100 et Henrik Kristoffersen à 71/100 l'accompagnent sur le podium. C'est la neuvième victoire à Adelboden (personne n'a fait mieux, sur aucun site de Coupe du monde) pour le skieur autrichien, où il signe son troisième doublé géant/slalom. Le leader du classement général de la Coupe du monde en route vers un huitième gros globe de cristal consécutif, monte sur les podiums des deux slaloms suivants : 3e à Wengen le 20 janvier, 2e à Kitzbühel six jours plus tard, deux courses remportées par Clément Noël, ce qui n'empêche par Hirscher d'augmenter son avance au général sur son rival le plus proche, Henrik Kristoffersen, relégué à 445 points. il remporte le 29 janvier sa dixième victoire de l'hiver en signant le meilleur temps des deux manches du slalom nocturne de Schladming sur la piste de la Planai devant 50 000 spectateurs, repoussant Alexis Pinturault deuxième à 1 s 23, ce dernier devenant son nouveau dauphin au classement général à 484 points.

#### Championnats du monde 2019
Marcel Hirscher dispute sa première course dans les Mondiaux d'Åre le 15 février pour le slalom géant. Il se rend grippé sur l'épreuve. En première manche, il se poste en 2e position à 10/100 de seconde d'Alexis Pinturault auteur du meilleur temps, et 8/100 devant Henrik Kristoffersen. Les trois skieurs se disputent la victoire et celui des trois qui se montre le plus rapide sur le deuxième tracé est Kristoffersen, qui parvient à devancer Hirscher de 20/100 au total des deux manches, le podium étant complété par Pinturault à 42/100 du vainqueur. Marcel Hirscher remporte ainsi sa dixième médaille aux championnats du monde, la quatrième dans la discipline et la troisième en argent, n'ayant plus quitté les podiums en slalom géant depuis ceux de Schladming en 2013.
Le 17 février, pour la dernière course des Mondiaux, Marcel Hirscher creuse des écarts importants dans la première manche du slalom, seul Alexis Pinturault, à 56/100, parvenant à se poster à moins d'une seconde. C'est de cette manière qu'il construit sa troisième victoire mondiale dans la discipline après 2013 et 2017 pour rejoindre Ingemar Stenmark le seul autre slalomeur trois fois titré. En effet, Hirscher ne réalise que le 25e temps de la deuxième manche, préférant assurer après avoir vu Alexis Pinturault, parti avant lui, commettre une faute d'intérieur dans la 2e moitié d'un tracé très marqué. Mais sa belle avance lui permet de mener un triplé autrichien, 65/100 devant Michael Matt revenu de la 4e place en première manche, suivi à 76/100 par Marco Schwarz pour un triplé autrichien en slalom inédit aux championnats du monde. En comptant ses deux titres gagnés dans le Team Event, Hirscher s'adjuge une septième médaille d'or aux Mondiaux, il devient l'égal de Toni Sailer au sommet du palmarès masculin, mais ce dernier a gagné ses sept titres dans des épreuves individuelles.

#### Sixièmes petits globes du slalom et du géant, huitième gros globe consécutif et fin de carrière
48 heures après son titre mondial, Marcel Hirscher est éliminé en quarts de finale du City Event de Stockholm par Ramon Zenhäusern qui remporte ensuite l'épreuve. Mais il marque suffisamment de points au classement pour gagner son sixième petit globe du slalom, en attendant sans doute sa huitième victoire consécutive au classement général. Le seul combiné alpin auquel il participe en Coupe du monde depuis 2016 se solde par une 2e place derrière Alexis Pinturault le 22 février à Bansko, au terme d'une remontée de 18 concurrents dans le slalom après avoir fini 20e de la manche de Super G. Moins de dix jours après sa médaille d'argent mondiale, toujours à Bansko, Marcel Hirscher est à nouveau battu en slalom géant par Henrik Kristoffersen qui le devance de 4/100 de seconde au terme des deux manches de l'épreuve disputée le 24 février. Toutefois, il possède plus de 200 points d'avance sur son rival norvégien avec deux géants restant à disputer, et s'adjuge par conséquent son sixième petit globe de cristal de la discipline. Hirscher en totalise donc dix-neuf petits et gros, rejoignant Ingemar Stenmark avec le plus grand nombre de trophées de cristal chez les hommes. Il se classe 5e du slalom géant de Kranjska Gora remporté par Kristoffersen le 9 mars. Avec 485 points d'avance sur son actuel dauphin Alexis Pinturault, il n'a pas encore mathématiquement le trophée en poche au moment où il célèbre son triomphe, mais les jeux sont faits dès le lendemain à l'arrivée du slalom sur la piste Podkoren de la station slovène où il prend la 3e place, alors que Pinturault se classe 7e. Ce dernier reste 2e du classement général, mais à 509 points à quatre courses de la fin de la saison. Par ailleurs, Marcel Hirscher totalise désormais vingt gros et petits globes, nouveau record chez les hommes, un de mieux qu'Ingemar Stenmark et autant que Lindsey Vonn. 
Emoussé lors des deux dernières courses de la saison à Soldeu, il se classe sixième du slalom géant remporté par Alexis Pinturault et quatorzième du slalom gagné par Clément Noël. Il n'en garde pas moins son sourire en recevant dans la foulée ses trois globes de cristal (le gros et les deux petits) tout en laissant planer le doute sur une éventuelle retraite sportive. On ne sait alors pas encore que le slalom de Soldeu, le 17 mars, restera la dernière course de sa carrière professionnelle,. Il explique ainsi en conférence de presse à Vienne le 19 mars qu'il va se donner le temps de la réflexion, étant entendu que s'il repart, « c'est pour le gros globe » pour lequel il faut être à 100 %. « J'ai fini la saison très fatigué. Je veux voir comment je vais me régénérer. Ça fait dix ans que je suis en Coupe du monde. Je sens que j'ai 30 ans et plus 18. Dans le monde du sport professionnel, ça compte », explique-t-il.
Le 4 septembre 2019, lors d’une émission spéciale à la télévision autrichienne, il annonce mettre un terme à sa carrière de skieur professionnel. « C'est toute une vie qui s'arrête d'un jour à l'autre. Ma décision remonte à deux semaines, deux semaines très turbulentes. Maintenant, ce sera plus facile pour moi. Ce n'était pas la première fois que j'envisageais de m'arrêter et il n'y a pas une seule raison, plutôt une somme de raisons. Physiquement, je ne suis plus prêt à payer le prix et je suis heureux de pouvoir encore m'asseoir sur mes deux genoux valides », dit-il lors de cette conférence de presse, assis sur un tabouret devant un présentoir où figurent tous ses globes de cristal.

### 2024: retour à la compétition sous les couleurs néerlandaises
Le 24 avril 2024, Marcel Hirscher surprend le monde du ski alpin en annonçant son retour à la compétition, à 35 ans, et cinq années après avoir raccroché ses skis avec un huitième gros globe de cristal dans les mains. Ce retour s'effectue sous les couleurs des Pays-Bas, le pays de sa mère. La fédération de ski autrichienne, tout en le déplorant, prend acte de ce changement de nationalité sportive. Marcel Hirscher explique lors d'une conférence de presse : « J'ai pris ma retraite il y a cinq ans et j'ai aujourd'hui 35 ans. Mon retour doit donc aussi être vu sous cet angle : j'aimerais surtout avoir l'opportunité de participer à nouveau à des compétitions, tout simplement parce que cela me plaît. J'entretiens d'excellentes relations avec la Fédération autrichienne et je leur suis reconnaissant pour tout ce que nous avons accompli. Ce nouveau projet est plus facile à mettre en oeuvre en tant que Néerlandais ». Le projet consiste notamment à courir avec sa propre marque de skis, Van Deer, ce qui n'aurait pas été possible s'il avait repris sa carrière en équipe d'Autriche. Il va désormais devoir se constituer un bon classement FIS pour accéder aux dossards en Coupe du monde.
Blessé en décembre, rupture du ligament croisé du genou gauche lors d'un entrainement, il annonce devoir mettre un terme à sa saison.

## Palmarès

### Jeux olympiques d'hiver
Lors de sa première participation aux Jeux olympiques d'hiver, Hirscher n'a pas remporté de médaille olympique. Lors de l'édition 2010, il prend part à deux épreuves mais échoue au pied du podium en se classant quatrième du slalom géant et cinquième du slalom. Il gagne sa première médaille en remontant de la 9e à la 2e place derrière son compatriote Mario Matt dans le slalom des Jeux de Sotchi 2014. Enfin, dès sa première course aux Jeux de Pyeongchang 2018, il s'impose dans le combiné alpin avec le 12e temps de la descente et le meilleur chrono du slalom. Quelques jours plus tard, il remporte l'or en slalom géant.
| Édition / Épreuve   | Slalom  | Slalom géant | Combiné alpin |
| ------------------- | ------- | ------------ | ------------- |
| JO 2010 Vancouver   | 5e      | 4e           | —             |
| JO 2014 Sotchi      | Argent  | 4e           | —             |
| JO 2018 Pyeongchang | Abandon | Or           | Or            |

Légende :
- — : Marcel Hirscher n'a pas participé à cette épreuve

### Championnats du monde
Marcel Hirscher participe à ses premiers championnats du monde en 2009 à Val d'Isère, et n'y a remporte pas de médaille. Il réalise toutefois une performance honorable avec une quatrième place en slalom géant à seulement sept centièmes de seconde du podium. Il ne dispute pas les championnats du monde 2011, en raison d'une fracture du scaphoïde tarsien du pied gauche.
Lors des Championnats du monde de ski alpin 2013 à Schladming en Autriche, il remporte sa première médaille mondiale lors du slalom géant, terminant tout de même à 0 s 81 du vainqueur Ted Ligety, l'homme aux trois titres lors de ces Championnats. Il remporte devant son public l'épreuve du slalom avec 0 s 42 d'avance sur l'Allemand Felix Neureuther et 0 s 65 sur Mario Matt. Lors des Mondiaux de Saint Moritz 2017, il est le premier skieur à réussir le doublé slalom/géant depuis Alberto Tomba à Sierra Nevada en 1996. Dans les Mondiaux 2019 à Åre, il est devancé par Henrik Kristoffersen dans le slalom géant, mais monte sur un quatrième podium consécutif dans cette discipline depuis 2013, puis gagne son troisième titre planétaire en slalom, devenant l'égal d'Ingemar Stenmark. En comptant ses deux victoires par équipes avec l'Autriche en 2013 et 2015, il totalise onze podiums aux championnats du monde, dont sept titres.
| Édition / Épreuve                 | Super G | Slalom géant | Slalom  | Super combiné | Par équipes |
| --------------------------------- | ------- | ------------ | ------- | ------------- | ----------- |
| Mondiaux 2009 Val d'Isère         | —       | 4e           | Abandon | Abandon       | —           |
| Mondiaux 2013 Schladming          | —       | Argent       | Or      | —             | Or          |
| Mondiaux 2015 Vail - Beaver Creek | —       | Argent       | Abandon | Or            | Or          |
| Mondiaux 2017 Saint-Moritz        | 21e     | Or           | Or      | Argent        | 5e          |
| Mondiaux 2019 Åre                 | -       | Argent       | Or      | -             | -           |

Légende :
- — : Marcel Hirscher n'a pas participé à cette épreuve

### Coupe du monde
- 8 gros globes de cristal en 2012, 2013, 2014, 2015, 2016, 2017, 2018 et 2019.
- 12 petits globes de cristal :
  - Vainqueur du classement du slalom en 2013, 2014, 2015, 2017, 2018 et 2019.
  - Vainqueur du classement de slalom géant en 2012, 2015, 2016, 2017, 2018 et 2019.
- 138 podiums dont 67 victoires.

#### Différents classements en Coupe du monde
Marcel Hischer compte plus de 200 départs en coupe du monde qu'il dispute depuis la saison 2007. Il marque ses premiers points lors de la saison 2008 lors d'un slalom à Bad Kleinkirchheim. Polyvalent, Hirscher remporte le gros globe de cristal à huit reprises (2019). Le premier en 2012 en devenant le plus jeune Autrichien à le remporter (23 ans). Sa sixième victoire consécutive au classement général au terme de la saison 2016-2017 lui permet de devenir le seul recordman du nombre de "gros globes de cristal" chez les hommes devant Marc Girardelli, et l'égal d'Annemarie Moser-Pröll, six victoires également dans les années 1970, qui n'avaient toutefois pas été obtenues à la suite. Avec son septième puis son huitième globe consécutif, gagnés en 2018 et en 2019, il devient détenteur unique du record, tous sexes confondus. Il s'adjuge également en 2019 le record masculin de gros et petits globes cumulés, vingt en tout, un de mieux qu'Ingemar Stenmark et autant que Lindsey Vonn.
| 2007-2008 | 51e             | 167             | 15e             | 167             | -               | -               | -               | -               | -               | -               |                 |                 |                 |                 |
| 2008-2009 | 14e             | 520             | 9e              | 253             | 14e             | 162             | -               | -               | 10e             | 105             |                 |                 |                 |                 |
| 2009-2010 | 6e              | 691             | 8e              | 281             | 6e              | 306             | 34e             | 24              | 12e             | 80              |                 |                 |                 |                 |
| 2010-2011 | 15e             | 469             | 5e              | 326             | 10e             | 128             | -               | -               | -               | -               |                 |                 |                 |                 |
| 2011-2012 | 1er             | 1 355           | 3e              | 560             | 1er             | 705             | 27e             | 60              | -               | -               |                 |                 |                 |                 |
| 2012-2013 | 1er             | 1 535           | 1er             | 960             | 2e              | 575             | -               | -               | -               | -               |                 |                 |                 |                 |
| 2013-2014 | 1er             | 1 222           | 1er             | 565             | 2e              | 560             | 31e             | 37              | 8e              | 60              |                 |                 |                 |                 |
| 2014-2015 | 1er             | 1 448           | 1er             | 614             | 1er             | 690             | 24e             | 64              | 6e              | 80              |                 |                 |                 |                 |
| 2015-2016 | 1er             | 1 795           | 2e              | 780             | 1er             | 766             | 6e              | 249             | -               | -               |                 |                 |                 |                 |
| 2016-2017 | 1er             | 1 599           | 1er             | 735             | 1er             | 733             | 25e             | 51              | 5e              | 80              |                 |                 |                 |                 |
| 2017-2018 | 1er             | 1 620           | 1er             | 874             | 1er             | 720             | 33e             | 26              | -               | -               |                 |                 |                 |                 |
| 2018-2019 | 1er             | 1 546           | 1er             | 786             | 1er             | 680             | -               | -               | 5e              | 80              |                 |                 |                 |                 |
| 2019-2024 | Retrait sportif | Retrait sportif | Retrait sportif | Retrait sportif | Retrait sportif | Retrait sportif | Retrait sportif | Retrait sportif | Retrait sportif | Retrait sportif | Retrait sportif | Retrait sportif | Retrait sportif | Retrait sportif |

#### Détail des victoires
Marcel Hirscher remporte sa première victoire le 13 décembre 2009 à Val d'Isère lors d'un slalom géant. Il collectionne, sur le circuit, 67 victoires dans trois disciplines distinctes —le super G (1 victoire), le slalom (32 victoires) et le slalom géant (31 victoires); le City Event (2 victoires) comptant pour le classement du slalom et le Géant parallèle (1 victoire) comptant pour le classement du géant. Lors de la saison 2017-2018, il remporte treize épreuves, record égalé en une saison.
| Saison / Épreuve | Super-G      | Slalom géant                                                               | Slalom                                                                            | City Event | Géant parallèle | Total |
| ---------------- | ------------ | -------------------------------------------------------------------------- | --------------------------------------------------------------------------------- | ---------- | --------------- | ----- |
| 2009-2010        | -            | Val d'Isère Kranjska Gora                                                  | -                                                                                 | -          | -               | 2     |
| 2010-2011        | -            | -                                                                          | Val d'Isère                                                                       | -          | -               | 1     |
| 2011-2012        | -            | Beaver Creek Adelboden Bansko Schladming                                   | Alta Badia Zagreb Adelboden Schladming Bansko                                     | -          | -               | 9     |
| 2012-2013        | -            | Val d'Isère                                                                | Madonna di Campiglio Zagreb Adelboden Kitzbühel                                   | Moscou     | -               | 6     |
| 2013-2014        | -            | Val d'Isère Alta Badia                                                     | Levi Adelboden Lenzerheide                                                        | -          | -               | 5     |
| 2014-2015        | -            | Sölden Åre Alta Badia Adelboden Garmisch-Partenkirchen                     | Åre Zagreb Méribel                                                                | -          | -               | 8     |
| 2015-2016        | Beaver Creek | Beaver Creek Val d'Isère Alta Badia Kranjska Gora                          | Santa Caterina Kranjska Gora                                                      | Stockholm  | -               | 8     |
| 2016-2017        | -            | Alta Badia Garmisch-Partenkirchen Kranjska Gora Aspen                      | Levi Kitzbühel                                                                    | -          | -               | 6     |
| 2017-2018        | -            | Beaver Creek Alta Badia Adelboden Garmisch-Partenkirchen Kranjska Gora Åre | Val d'Isère Madonna di Campiglio Zagreb Adelboden Wengen Schladming Kranjska Gora | -          | -               | 13    |
| 2018-2019        | -            | Val d'Isère Alta Badia Adelboden                                           | Levi Saalbach Zagreb Adelboden Schladming                                         | -          | Alta Badia      | 9     |
| Total            | 1            | 31                                                                         | 32                                                                                | 2          | 1               | 67    |

#### Records détenus et approchés (Coupe du monde hommes)
- records battus :
  - nombre de victoires au classement général de la coupe du monde avec 8 gros globes, devant Marc Girardelli (5 fois) ;
  - nombre de victoires consécutives au classement général de la coupe du monde avec 8 gros globes consécutifs, devant Gustav Thöni, Ingemar Stenmark et Phil Mahre (3 fois) ;
  - nombre de victoires aux classements d'épreuves et général avec 20 globes, devant Ingemar Stenmark (19 globes) ;
  - nombre de victoires sur une année civile avec 15 succès en 2018, devant Ingemar Stenmark, 13 premières places en 1977 et en 1979[25].

- record égalé :
  - nombre de victoires en une saison avec 13 victoires en 2017-2018 comme Ingemar Stenmark en 1978-1979 et Hermann Maier en 2000-2001.

- records approchés :
  - 2e au nombre de victoires du classement du slalom avec 6 petits globes, derrière Ingemar Stenmark (8 fois) ;
  - 2e au nombre de victoires consécutives du classement du slalom avec 3 petits globes consécutifs (réalisé à 2 reprises), derrière Ingemar Stenmark (7 fois) ;
  - 2e au nombre de victoires du classement du slalom géant avec 6 petits globes, derrière Ingemar Stenmark (8 fois) ;
  - 2e au nombre de victoires consécutives du classement du slalom géant avec 5 petits globes consécutifs, derrière Ingemar Stenmark (7 fois) ;
  - 2e au nombre de victoires aux classements d'épreuves avec 12 petits globes, derrière Ingemar Stenmark (16 fois) ;
  - 2e au nombre de victoires en Coupe du monde avec 67 épreuves remportées, derrière Ingemar Stenmark (86 victoires) ;
  - 3e au nombre de victoires en slalom avec 32 épreuves remportées, derrière Ingemar Stenmark (40 victoires) et Alberto Tomba (35) ;
  - 2e au nombre de victoires en slalom géant avec 31 épreuves remportées, derrière Ingemar Stenmark (46 victoires) ;
  - 2e au nombre de podiums en Coupe du monde avec 138 podiums, derrière Ingemar Stenmark (155 podiums) ;
  - 2e au nombre de podiums en slalom avec 65 podiums, derrière Ingemar Stenmark (81 podiums) ;
  - 2e au nombre de podiums en slalom géant avec 59 podiums, derrière Ingemar Stenmark (72 podiums).

### Championnats du monde junior
Marcel Hirscher a remporté trois médailles d'or, deux médailles d'argent et une médaille de bronze lors de ses participations aux championnats du monde junior entre 2007 et 2009, soit un record de six médailles (partagé avec Josef Strobl). En 2007, âgé de 18 ans, pour ses premiers mondiaux juniors en Autriche, il montre l'étendue de son talent en remportant le titre en slalom géant et la médaille d'argent en slalom. En 2008, il réalise le double slalom-slalom géant puis en 2009 il prend la médaille de bronze en slalom géant et décroche sa seule médaille en super G en remportant l'argent.
| Édition / Épreuve      | Super G | Slalom géant | Slalom  |
| ---------------------- | ------- | ------------ | ------- |
| Mondiaux 2007 Flachau  | 11e     | Or           | Argent  |
| Mondiaux 2008 Formigal | -       | Or           | Or      |
| Mondiaux 2009 Garmisch | Argent  | Bronze       | Abandon |

### Coupe d'Europe
- Gagnant du classement général en 2008.
- Gagnant du classement du slalom en 2008.
- 3 victoires (2 en slalom et 1 en slalom géant).

### Coupe nord-américaine
- 3 victoires en slalom géant.

### Championnats d'Autriche
- Champion de slalom géant en 2010.

### Distinctions personnelles
- Champion des champions mondiaux de l'Équipe en 2018.